# Marie-Françoise Perroton
Marie-Françoise Perroton, en religion Marie du Mont Carmel (Lyon, 7 février 1796 - Kolopelu (Futuna), 10 août 1873) est une religieuse française, pionnière des sœurs missionnaires de la Société de Marie

## Biographie
Née dans une famille modeste de Lyon, elle devient institutrice puis gouvernante. Très pieuse, elle milite dans l'Association lyonnaise pour la propagation de la foi qui la charge de recueillir des fonds pour les missions. 
Malgré les réticences du supérieur de la Société de Marie, elle est acceptée pour accompagner en Océanie les missionnaires maristes du capitaine Auguste Marceau. Elle part ainsi du Havre le 15 novembre 1845 sur l'Arche d'Alliance et atteint Wallis le 23 octobre 1846. 
Les missionnaires accueillent très froidement cette laïque. Mgr Pierre Bataillon l'installe dans une case de Mata Utu. Bien que ne parlant pas la langue wallisienne, elle y fonde une école et s'occupe aussi de l'enseignement du catéchisme des jeunes filles. Elle tente de même d'instruire les femmes et d'améliorer leur vie quotidienne. 
Elle s'installe ensuite, en 1854, à Kolopelu au cœur de la mission mariste de Futuna où elle reprend seule ses activités jusqu’à ce que trois religieuses du Tiers-ordre de la Société de Marie viennent l'aider en 1858. Elle est alors reçue comme religieuse par le père Victor François Poupinel sous le nom de Marie du Mont Carmel et a la charge d'une communauté de cent cinquante garçons et filles.
Pratiquement paralysée dès 1869, elle meurt à Kolopelu en août 1873. 
Sa Correspondance (1846-1873) a été publiée en 1975.